# Ofensiva do Estado Livre Irlandês
A Ofensiva do Estado Livre Irlandês foi uma grande campanha militar que foi lutada entre julho e o começo de setembro de 1922, durante a Guerra Civil Irlandesa. Ela foi lançada pelo Exército Nacional do Estado Livre Irlandês contra forças rebeldes anti-tratado do Exército Republicano Irlandês (IRA) nas regiões sul e sudoeste da Irlanda.
No começo da guerra civil, em junho de 1922, o governo do Estado Livre reuniu, na capital Dublin, a liderança de movimentos republicanos irlandeses que haviam aceitado o Tratado Anglo-Irlandês. Um novo exército nacional fora formado, composto, em sua maioria, por unidades do IRA que ainda eram leais ao novo governo. Eles também abriram alistamento para novos recrutas entre a população.
Boa parte do interior do país estava sob controle de forças rebeldes do IRA que se opunham ao Tratado e não aceitavam a legitimidade do novo Estado que, segundo eles, usurpava a República Irlandesa, criada em 1919. A situação rapidamente chegou ao ponto de ruptura entre julho e agosto de 1922, quando o Comandante em Chefe das forças do Estado Livre, Michael Collins, lançou uma pesada ofensiva militar para reconquistar o terreno que estava em mãos de forças rebeldes.
A ofensiva foi bem sucedida em tomar as principais cidades do sul do país e derrotaram as tropas rebeldes. Esta operação pôs fim aos grandes combates convencionais nesta guerra civil. Após a ofensiva, seguiu-se um periodo de dez meses de luta de guerrilhas, até que a facção anti-tratado do IRA se rendeu e a guerra oficialmente acabou.
Em 22 de agosto de 1922, Michael Collins foi morto numa emboscada, organizada por rebeldes anti-tratado, em Béal na mBláth. Segundo informações de associados seus, Collins fora até lá para tentar convencer lideres locais do IRA a abandonar a luta armada contra o Estado Livre.